# Energía (Buenos Aires)
Energía es una localidad bonaerense del partido de Necochea, Argentina.
Se localiza a 49 km de la ciudad cabecera a través de la Ruta Nacional 228, justo en el límite con el partido de San Cayetano. 
En 2012, el Rally Dakar de 2012 pasó por la ciudad en su primera etapa, ubicando en Energía la meta del tramo cronometrado.

## Población
Cuenta con 63 habitantes (Indec, 2010). Durante los censos nacionales del INDEC de 2001 y 1991 fue considerada como población rural dispersa.